# Mecano en directo
Mecano En Directo es el título de uno de los DVD grabados en directo del grupo español de música pop Mecano. Este DVD recoge parte de lo que fueron los conciertos que el grupo realizó durante la girar del álbum "Aidalai" entre 1991 y 1992.
El concierto que presenta este DVD fue grabado los días 1 y 2 de octubre de 1991 en el Palau Sant Jordi de Barcelona. Publicado en formato VHS y laser disc, posteriormente se reedita en 2003 en formado DVD y en 2005 en UMD.

## Contenido

### Temas
| N°  | Canción |
| --- | --- |
| 01. | "El peón del rey de negras" |
| 02. | "Tú" |
| 03. | "Aire" |
| 04. | "El fallo positivo" |
| 05. | "El blues del esclavo" |
| 06. | "El uno, el dos, el tres" |
| 07. | "Hijo de la Luna" |
| 08. | "El lago artificial" |
| 09. | "Bailando salsa" |
| 10. | "Un año más" |
| 11. | "J.C." |
| 12. | "Por la cara" (instrumental) |
| 13. | "1917" (instrumental) |
| 14. | "Sentía" |
| 15. | "Una rosa es una rosa" |
| 16. | "El 7 de septiembre" |
| 17. | "Naturaleza muerta" |
| 18. | "Dalai Lama" |
| 19. | "«Eugenio» Salvador Dalí" |
| 20. | "La fuerza del destino" |
| 21. | "Mujer contra mujer" |
| 22. | "Medley" (Hoy no me puedo levantar, Perdido en mi habitación, Ay qué pesado, No es serio este cementerio, Me colé en una fiesta, Maquillaje.) |
| 23. | "Me cuesta tanto olvidarte" |

NOTA: Durante ésta presentación en el Palau Sant Jordi, Mecano interpretó otras canciones como por ejemplo "Los amantes" (versión en directo minimalista) y "El 7 de septiembre" (directo versión acústica) entre otras, las cuales no fueron incluidas en el track-list de DVD; pero cuyos videos se pueden ver en YouTube.